# Aeroportul Grand Forks
Aeroportul Grand Forks (IATA: ZGF, ICAO: CZGF) este un aeroport din Columbia Britanică, Canada. Aeroportul a fost tranzitat în 2008 de 0 pasageri.
Situat la o altitudine de 525 m, aeroportul dispune de o singură pistă.